# Stat (chamada de sistema)
stat() é uma chamada de sistema do Unix que retorna atributos de arquivos sobre um inode. A semântica de stat() varia entre sistemas operacionais. Como um exemplo, o comando Unix ls usa esta chamada de sistema para recuperar informações sobre aquivos que incluem:
- atime: momento do último acesso (ls -lu)
- mtime: momento da última modificação (ls -l)
- ctime: momento da última alteração de estado (ls -lc)

stat apareceu na Versão 1 do Unix. Ela está entre as poucas chamadas de sistema do Unix a mudar, com a adição de permissões de grupos e maior tamanho de arquivo da Versão 4.